# Оберварт

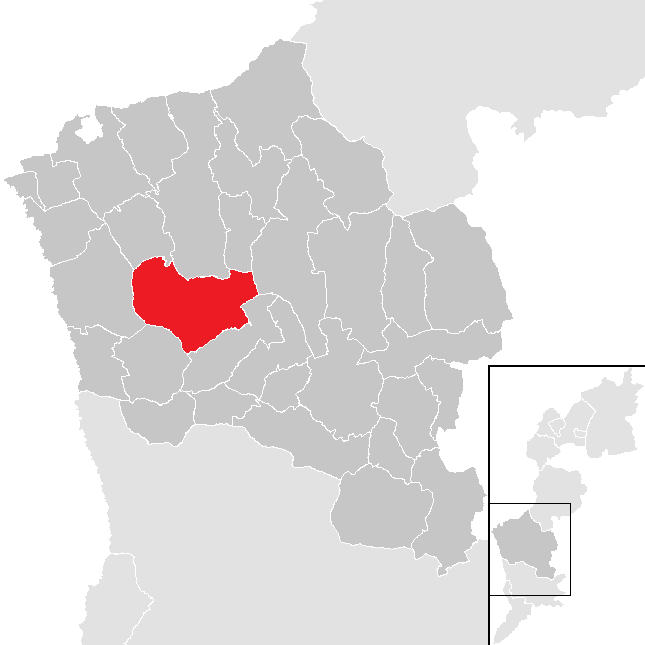
Місто Оберварт на карті округу Оберварт

Оберварт (нім. Oberwart нім. вимова: [ˈoːbɐˌvaʁt] ( прослухати); угор. Felsőőr; хорв. Gornja Borta) — місто, центр округу Оберварт у федеральній землі Бургенланд в Австрії
Площа міста становить 36,5 км². Чисельність населення — 7 157 (на 1 січня 2011 р.).
Офіційний код міста — 1 09 17.

## Політика
Бургомістр — Герхард Понгракц (СДПА) (за результатам виборів 2007 року.
В Раді представників комуни (нім. Gemeinderat) налічується 25 місць, серед яких:
- СДПА — 14 місця
- АНП — 10 місць
- АПС — 1 місце